# Callie Torres
 Calliope Iphigenia Torres est un personnage de fiction de la série télévisée Grey's Anatomy interprété par Sara Ramirez. Elle apparaît pour la première fois lors de l'épisode 19 de la saison 2. Elle se spécialise en chirurgie orthopédique et son personnage se démarque assez souvent pour utiliser des techniques novatrices dans le domaine. Dans la saison 11, elle mènera avec le Dr. Owen Hunt un programme pour le vétérans de l'armée américaine concernant des membres bioniques. 
Le personnage du Dr. Torres permet également d'aborder les questions d'orientation sexuelle au sein de la série, puisqu'elle découvre au cours de la saison 4 sa bisexualité. Elle sera mariée au Dr. Robbins, avec qui elle aura une fille (Sofia) dont le père biologique est son meilleur ami Mark Sloan. Son personnage déménage à la fin de la saison 12, ce qui signe la dernière apparition de Sara Ramirez dans la série.

## Histoire du personnage
Le personnage de Callie Torres apparaît dans 239 épisodes de Grey's Anatomy, chacune de ses apparitions se faisant dans la série mère.

### Saison 2
Professionnelle de talent, elle est issue d'une famille très riche. À son arrivée à l'hôpital Seattle Grace, elle rencontre George O'Malley et ne cache pas son attirance pour lui. Impulsive et décidée, elle fait tout pour le conquérir. Mais George n'aime que Meredith Grey et ne semble pas du tout intéressé par Callie.

### Saison 3
La situation vire à son avantage lorsque l'aventure d'un soir entre George et Meredith donne lieu à un véritable fiasco et que George décide de tirer un trait sur Meredith. Désormais disponible, il se laisse peu à peu charmer par Callie. Ils se marient sur un coup de tête (à la suite du décès du père de George) durant la saison 3 (épisode 17), à Las Vegas sans leurs amis.

### Saison 4
Georges O’Malley a couché avec Izzie dans le dernier épisode de la saison 3. Il l'annonce à Callie dans l'épisode 3. Callie lui pardonne mais ils finissent par divorcer. Elle est contente lorsque George et Izzie ont des hauts et des bas dans leur relation. Durant la saison 4, elle se lie d'amitié avec le Dr Erica Hahn. Une relation qui finit par un baiser. Cette amitié se transforme alors en relation amoureuse qui tourne court avec le départ précipité de Hahn.

### Saison 5
Dans la saison 5, elle est attirée par l'ancienne meilleure amie de Meredith nommée Sadie et c'est apparemment réciproque. Après une courte relation, elle rencontre le docteur Arizona Robbins avec qui elle vit enfin une relation stable. Apprenant cette relation, son père la déshérite après avoir tenté en vain de la ramener à eux. Néanmoins, il finit par accepter et elles vivent de très beaux moments ensemble.

### Saison 6
Dans la saison 6, Callie et tout le Seattle Grace doivent faire face au décès de George. La jeune femme doit prendre une décision car ils étaient mariés : donner les organes de George ou pas ? Arizona et elle se découvrent de plus en plus, jusqu'au moment où Callie désire un enfant et qu'Arizona n'en veut absolument pas. Elles se séparent à la suite d'une dernière tentative de Callie, qui essaye de voir s'il y a encore un espoir. C'est à la suite de la fusillade qui a lieu à l'hôpital qu'Arizona décide qu'elle veut avoir des enfants avec Callie car la vie est trop courte.

### Saison 7
Au début de la saison 7, elles ont une seconde séparation à leur compte, ayant pour cause le départ d'Arizona pour une bourse de travail en Afrique (suivi d'un retour au bout de seulement quelques jours, Arizona réalisant qu'elle ne peut pas vivre sans Callie). Durant cette seconde période de séparation, Callie a une relation avec Mark et tombe enceinte. Elle le dit à Arizona qui doit prendre une décision sur le fait d'avoir cet enfant avec Callie et Mark, ce qu'elle accepte.
L'épisode musical Song beneath the song (saison 7, épisode 18) est centré en priorité sur le personnage de Callie : à la suite d'un accident de voiture, Callie, alors enceinte, passe au travers du pare-brise de la voiture conduite par Arizona. Entre la vie et la mort, elle expérimente un état extra-sensoriel et imagine ses collègues chanter alors qu'ils sont en train de tenter de la sauver. Les scènes de l'épisode sont montrées aux spectateurs selon le point de vue de Callie et dévoilent sa lutte intérieure pour survivre. Lors d'une de ses opérations, les médecins pratiquent également une césarienne afin de sauver sa petite fille, Sofia. 
Plus tard dans la saison, elle épouse Arizona Robbins en présence de sa famille et de ses amis. Callie, Arizona et Mark s'organisent afin d'élever ensemble leur fille Sofia. Tout semble aller parfaitement bien pour Callie.

### Saison 8
Durant la huitième saison, la vie de Callie est plutôt calme. Elle mène une vie paisible avec Arizona, avec laquelle elle est très heureuse. Elle aide le Dr Meredith Grey dans ses révisions pour son examen final en tant que résidente en chirurgie générale, en partageant avec elle son « secret » (Meredith réussit d'ailleurs ses examens). Durant le dernier épisode de la saison, son meilleur ami (et le père de sa fille) Mark Sloan et sa femme Arizona seront victimes d'un crash d'avion.

### Saison 9
Le crash de l'avion, dans le dernier épisode de la saison 8, provoque de gros dégâts dans la vie de Callie. Alors que le Mark décède des suites de ses blessures dans le premier épisode de la saison 9, Arizona, sa femme, est gravement blessée à la jambe mais elle fait promettre à Callie de ne pas l'amputer. Seulement, plus tard, Callie rompt sa promesse et fait le choix d'amputer Arizona pour lui éviter une infection mortelle. Par la suite, Arizona lui reprochera de ne pas avoir tenu sa promesse, entraînant des problèmes dans leur couple. Arizona a du mal à se reconstruire et rejette Callie. Callie essaie de l'aider mais elle est parfois maladroite. Puis, Arizona accepte de porter une prothèse et le couple commence à aller mieux. Cependant, à la fin de la saison, Arizona trompe Callie mais ne lui avoue sa faute que dans le dernier épisode. Une grosse dispute éclate alors, le couple est en danger. La saison se termine, laissant planer le doute sur l'avenir du couple.

### Saison 10
Callie habite chez Meredith et Derek à la suite de l'infidélité d'Arizona. Elle gère leurs enfants ainsi que sa fille jusqu'à ce qu'elle se reprenne en main. Elle décide de reprendre sa vie en main et sur un coup de tête de virer Arizona qui jusqu'alors avait gardé l'appartement ! À la fin de l'épisode 5, on la voit danser en petite culotte dans son salon. Elle ne pardonne toujours pas son infidélité à Arizona. Dans l'épisode 6, elle décide d'abandonner ses recherches avec Derek sur une tumeur du cerveau chez un patient du nom de Mickey mais à la suite du décès de ce patient, elle change les motivations de ses recherches : au début, elle le faisait pour Arizona. Désormais, elle le fera pour des millions de personnes qu'elle ne connaîtra jamais.

### Saison 11
Elle tente à plusieurs reprises d'avoir un enfant avec Arizona Robbins mais cela échoue. Le couple en difficulté fera appel à un conseiller conjugal. Mais après une pause d'un mois, Callie décidera de mettre fin à cette relation.

### Saison 12
Callie sort avec Penelope Blake, la résidente responsable de la mort de Derek Shepherd ce qui mettra à rude épreuve son amitié avec Meredith Grey.
Elle tient à sa relation mettant parfois en péril son amitié avec Meredith. Pourtant cette dernière semble accepter de plus en plus Penny. Alors que sa relation semble avancer de plus en plus, Callie ne se sent pas prête à présenter Penny à sa fille, Sofia. Alors que Sofia se retrouve aux urgences après s'être ouvert le front, Penny se retrouve à la soigner. Callie ment alors à Penny en lui disant qu'elle n'a pas encore parlé avec Arizona au sujet de cette rencontre. Or, ce n'est pas le cas. Finalement, Callie décide de se lancer en présentant Sofia à sa nouvelle petite amie. 
Alors que Penny s'est inscrite à un concours de l’hôpital, il s'avère qu'elle gagne une bourse de recherche d'un an, dans une autre ville. Callie essaie de la pousser à accepter en lui disant qu'elle serait prête à la suivre. Cherchant son bonheur, Callie demande à Arizona si elle a le droit d'envisager d'y aller avec elle. Arizona, heureuse pour elle, l'encourage en lui disant que rien n'est impossible et elle l'encourage. Malheureusement pour elle, Callie décide de partir avec Penny en emmenant Sofia avec elle. Cette nouvelle met Arizona hors d'elle car il est hors de question que Sofia parte loin d'elle. Ne trouvant aucune solution à leurs problèmes, Arizona prend un avocat. Callie aussi. 
Alors que l'audience pour la garde exclusive de Sofia approche et qu'aucun des compromis n'a été accepté par les deux parties, Callie demande à Meredith, Owen et Miranda de prendre son parti en témoignant en sa faveur. Lors de l'audience, Owen décrit Callie comme étant une personne forte et talentueuse et aimant vraiment sa fille. Son avocate n'hésite pas à insulter violemment la carrière d'Arizona en disant qu'elle était presque toujours en train d'opérer et qu'elle avait échangé plus d'une fois ses gardes avec Callie. Meredith l'a soutenu en annonçant à la juge et aux avocats que tout le monde avait construit un village autour de Zola et Sofia afin qu'elles se sentent bien. Cet argument est utilisé en faveur d'Arizona car pour son avocate, et sans doute pour la juge, son « village » était à Seattle. Alors qu'Arizona était en train de témoigner à la barre, elle fut appelée à l'hôpital pour une intervention en urgence en disant que si elle n'y allait pas une femme pourrait perdre sa fille ainsi que son petit enfant. Callie fit mine de ne pas comprendre, elle fut choquée étant donné qu'elles étaient en train de se battre pour Sofia. 
La gentillesse d'Arizona renverse la situation. Callie a perdu la garde exclusive de Sofia ce qui entraînera de multiples tensions au sein du Grey Sloan Memorial.
Effondrée après le procès, elle décide de rester au Grey Sloan Hospital, laissant Penélope partir pour s'installer à New York. Au dernier moment, Arizona décide de lui donner la garde de leur fille, en se disant que Sofia a besoin d'avoir deux mamans heureuses avant tout (ce qui n'est pas le cas si Callie reste à Seattle). Après un dernier câlin avec son ex-femme et un au revoir à tous les résidents, le docteur Callie Torres quitte définitivement Seattle après 10 ans de bons et loyaux services.

### Saison 14
À la fin de la saison 14, Arizona quitte Seattle pour New York afin de rejoindre Callie avec Sofia, se voyant offrir un poste là bas. On apprend dans l’épisode 24 de la saison 14, par l’intermédiaire d’Arizona que Callie n’est plus en couple avec Penny.  Callie et Arizona se remettront ensemble.